# Giro di Sardegna 2011
Il Giro di Sardegna 2011, ventinovesima ed ultima edizione della corsa e valevole come prova dell'UCI Europe Tour 2011 categoria 2.1, si svolse dal 22 al 26 febbraio 2011 su un percorso di 856,7 km, suddiviso su 5 tappe, con partenza da Olbia e arrivo a Gesturi, nell'omonima regione italiana. La vittoria fu appannaggio dello slovacco Peter Sagan, il quale completò il percorso in 22h28'24", alla media di 38,11 km/h, precedendo il colombiano José Serpa e l'italiano Damiano Cunego.
Sul traguardo di Gesturi 94 ciclisti, su 112 partiti da Olbia, portarono a termine la competizione.

## Tappe
| Tappa  | Data        | Percorso              | km    | Vincitore di tappa | Leader cl. generale |
| ------ | ----------- | --------------------- | ----- | ------------------ | ------------------- |
| 1ª     | 22 febbraio | Olbia > Porto Cervo   | 138   | Peter Sagan        | Peter Sagan         |
| 2ª     | 23 febbraio | Porto Rotondo > Nuoro | 197,5 | Damiano Cunego     | Damiano Cunego      |
| 3ª     | 24 febbraio | Orani > Lanusei       | 173   | Peter Sagan        | Peter Sagan         |
| 4ª     | 25 febbraio | Lanusei > Oristano    | 174,2 | Peter Sagan        | Peter Sagan         |
| 5ª     | 26 febbraio | Oristano > Gesturi    | 174   | Michele Scarponi   | Peter Sagan         |
| Totale | Totale      | Totale                | 856,7 |                    |                     |

## Squadre e corridori partecipanti
Inserita nel calendario del circuito continentale UCI Europe Tour, la prova è aperta a UCI ProTeam, UCI Professional Continental Team e UCI Continental Team. Vi parteciparono 14 squadre, composte da otto ciclisti ciascuna.
| N.    | Cod. | Squadra             |
| ----- | ---- | ------------------- |
| 1-8   | LIQ  | Liquigas-Cannondale |
| 11-18 | AST  | Pro Team Astana     |
| 21-28 | LAM  | Lampre-ISD          |
| 31-38 | RSH  | Team RadioShack     |
| 41-48 | COG  | Colnago-CSF Inox    |
| 51-58 | KAT  | Katusha Team        |
| 61-68 | ASA  | Acqua & Sapone      |

| N.      | Cod. | Squadra                        |
| ------- | ---- | ------------------------------ |
| 71-78   | BMC  | BMC Racing Team                |
| 81-88   | CSM  | Team SpiderTech powered by C10 |
| 91-98   | AND  | Androni Giocattoli             |
| 101-108 | MIE  | Miche                          |
| 111-118 | GBR  | Gran Bretagna                  |
| 121-128 | FAR  | Farnese Vini-Neri Sottoli      |
| 131-138 | OHT  | Ora Hotels-Carrera             |

## Dettagli delle tappe

### 1ª tappa
- 22 febbraio: Olbia > Porto Cervo – 138 km

Risultati
| Pos. | Corridore         | Squadra  | Tempo    |
| ---- | ----------------- | -------- | -------- |
| 1    | Peter Sagan       | Liquigas | 3h35'25" |
| 2    | Alessandro Ballan | BMC      | s.t.     |
| 3    | Daniel Oss        | Liquigas | s.t.     |

| Pos. | Corridore         | Squadra  | Tempo    |
| ---- | ----------------- | -------- | -------- |
| 1    | Peter Sagan       | Liquigas | 3h35'25" |
| 2    | Alessandro Ballan | BMC      | a 4"     |
| 3    | Daniel Oss        | Liquigas | a 6"     |

### 2ª tappa
- 23 febbraio: Porto Rotondo > Nuoro – 197,5 km

Risultati
| Pos. | Corridore      | Squadra | Tempo    |
| ---- | -------------- | ------- | -------- |
| 1    | Damiano Cunego | Lampre  | 5h21'26" |
| 2    | José Serpa     | Androni | s.t.     |
| 3    | Emanuele Sella | Androni | a 2"     |

| Pos. | Corridore      | Squadra  | Tempo    |
| ---- | -------------- | -------- | -------- |
| 1    | Damiano Cunego | Lampre   | 8h56'41" |
| 2    | Peter Sagan    | Liquigas | a 2"     |
| 3    | José Serpa     | Androni  | a 4"     |

### 3ª tappa
- 24 febbraio: Orani > Lanusei – 173 km

Risultati
| Pos. | Corridore      | Squadra  | Tempo    |
| ---- | -------------- | -------- | -------- |
| 1    | Peter Sagan    | Liquigas | 4h20'03" |
| 2    | José Serpa     | Androni  | s.t.     |
| 3    | Damiano Cunego | Lampre   | s.t.     |

| Pos. | Corridore      | Squadra  | Tempo     |
| ---- | -------------- | -------- | --------- |
| 1    | Peter Sagan    | Liquigas | 13h16'36" |
| 2    | Damiano Cunego | Lampre   | a 4"      |
| 3    | José Serpa     | Androni  | a 6"      |

### 4ª tappa
- 25 febbraio: Lanusei > Oristano – 174,2 km

Risultati
| Pos. | Corridore       | Squadra  | Tempo    |
| ---- | --------------- | -------- | -------- |
| 1    | Peter Sagan     | Liquigas | 4h47'08" |
| 2    | Manuel Belletti | Colnago  | s.t.     |
| 3    | Roberto Ferrari | Androni  | s.t.     |

| Pos. | Corridore      | Squadra  | Tempo     |
| ---- | -------------- | -------- | --------- |
| 1    | Peter Sagan    | Liquigas | 18h03'54" |
| 2    | Damiano Cunego | Lampre   | a 14"     |
| 3    | José Serpa     | Androni  | a 16"     |

### 5ª tappa
- 26 febbraio: Oristano > Gesturi – 174 km

Risultati
| Pos. | Corridore        | Squadra | Tempo    |
| ---- | ---------------- | ------- | -------- |
| 1    | Michele Scarponi | Lampre  | 4h24'40" |
| 2    | José Serpa       | Androni | a 3"     |
| 3    | Damiano Cunego   | Lampre  | a 8"     |

## Classifiche finali

### Classifica generale - Maglia rosso-blu

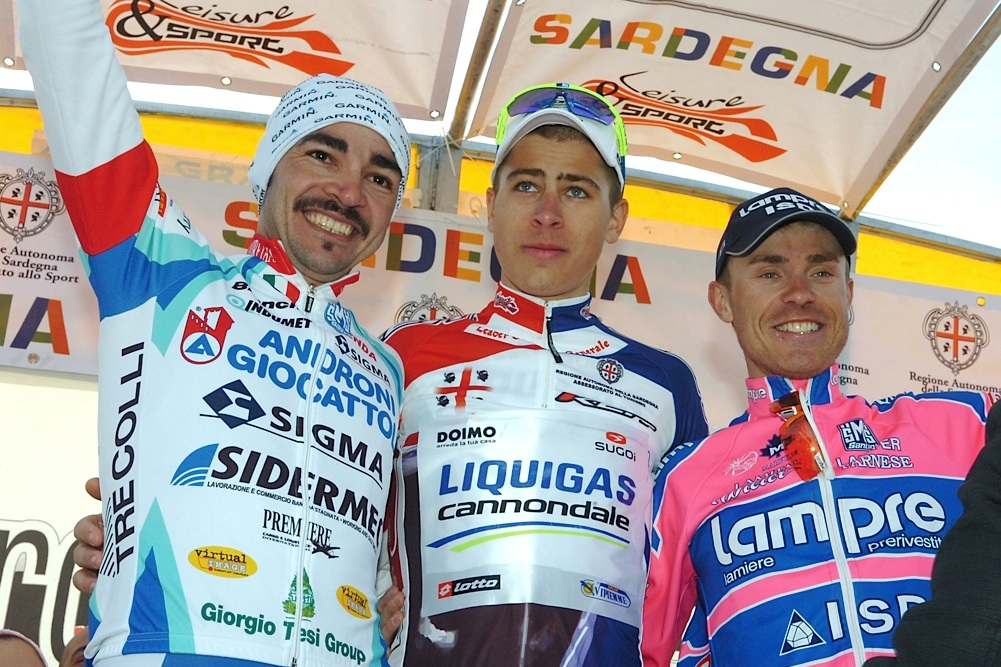
Peter Sagan (al centro), vincitore del Giro di Sardegna 2011, con José Serpa (a sinistra) e Damiano Cunego (a destra)

| Pos. | Corridore           | Squadra             | Tempo     |
| ---- | ------------------- | ------------------- | --------- |
| 1    | Peter Sagan         | Liquigas-Cannondale | 22h28'24" |
| 2    | José Serpa          | Androni Giocattoli  | a 3"      |
| 3    | Damiano Cunego      | Lampre-ISD          | a 7"      |
| 4    | Michele Scarponi    | Lampre-ISD          | a 18"     |
| 5    | Emanuele Sella      | Androni Giocattoli  | a 32"     |
| 6    | Ben Hermans         | Team RadioShack     | a 43"     |
| 7    | Robert Kišerlovski  | Astana              | a 47"     |
| 8    | Pavel Brutt         | Katusha Team        | a 57"     |
| 9    | Eros Capecchi       | Liquigas-Cannondale | a 1'02"   |
| 10   | Vladimir Miholjević | Acqua & Sapone      | a 1'26"   |

### Classifica a punti - Maglia rossa
| Pos. | Corridore        | Squadra             | Punti |
| ---- | ---------------- | ------------------- | ----- |
| 1    | Peter Sagan      | Liquigas-Cannondale | 40    |
| 2    | José Serpa       | Androni Giocattoli  | 24    |
| 3    | Damiano Cunego   | Lampre-ISD          | 22    |
| 4    | Michele Scarponi | Lampre-ISD          | 15    |
| 5    | Emanuele Sella   | Androni Giocattoli  | 15    |

### Classifica traguardi volanti - Maglia Gialla
| Pos. | Corridore           | Squadra      | Punti |
| ---- | ------------------- | ------------ | ----- |
| 1    | Arkimedes Arguelyes | Katusha Team | 28    |
| 2    | Michail Ignat'ev    | Katusha Team | 12    |
| 3    | Alessandro Ballan   | BMC          | 10    |
| 4    | Evgenij Petrov      | Astana       | 6     |
| 5    | Jaroslav Popovyč    | RadioShack   | 6     |

### Classifica scalatori - Maglia verde
| Pos. | Corridore           | Squadra            | Punti |
| ---- | ------------------- | ------------------ | ----- |
| 1    | David Boily         | SpiderTech         | 14    |
| 2    | Jonathan McCarty    | SpiderTech         | 13    |
| 3    | Arkimedes Arguelyes | Katusha            | 13    |
| 4    | Damiano Cunego      | Lampre-ISD         | 12    |
| 5    | José Serpa          | Androni Giocattoli | 11    |